# Macellicephaloides alvini
Macellicephaloides alvini är en ringmaskart som beskrevs av Pettibone 1988. Macellicephaloides alvini ingår i släktet Macellicephaloides och familjen Polynoidae. Inga underarter finns listade i Catalogue of Life.